# 祝你生日快乐
《祝你生日快乐》 （英語：Happy Birthday to You）是一首用来庆祝生日的歌曲。根据《吉尼斯世界纪录》，《祝你生日快乐》是英语中三首最著名的歌曲之一，其余两首分别是《友谊地久天长》 和《他是一个快乐的好小伙》（For He's a Jolly Good Fellow）。这首歌曲被翻译成了多国语言，在一些英语不是主要语言的国家，人们也经常唱这首歌曲的英语歌词。
《祝你生日快乐》的旋律是由两位美国的希尔姊妹，帕蒂·希爾与米爾德麗德·珍·希爾于1893年在美国肯塔基州路易斯维尔的学校任教的时候写成的。这首歌的歌词本来是用于课堂问候，题为《祝大家早安》（Good Morning to All）。希爾家族將這首歌放在《幼稚園的歌曲故事》一書中。人们还不完全清楚到底是谁写了《祝你生日快乐》的歌词。
2015年9月22日，洛杉磯聯邦法院判定，華納音樂集團未擁有《祝你生日快樂》歌詞版權，《祝你生日快樂》應為免費歌曲（公有領域）。另外很多人認為生日快樂歌是兒歌，但他其實是一首流行歌曲。

## 歌词

### 《祝你生日快乐》
| -{Happy birthday to you, Happy birthday to you, Happy birthday to you.}- |  | 祝你生日快乐， 祝你生日快乐， 祝你生日快乐。 |

中間的「名字」為壽星的名字，早期的英語出版物中常以作為例子。

## 版权状态

已進入公有領域的歌曲《祝大家早安》

作为桑米公司（Summy Co.）雇佣的普雷斯顿·维尔·奥瑞姆（Preston Ware Orem）的职务作品，《祝你生日快乐》在1935年登记了版权。然而，《祝大家早安》是1893年出版的，根据美国法律，它现在属于公有领域。1935年版权版本的当前拥有者相信，人们不能不支付版税，就以营利为目的演唱“祝你生日快乐”的歌词。除了《祝大家早安》的旋律的首个音符被分成了两个，以适合“Happy”（快乐）这个词的两个音节之外，《祝你生日快乐》和《祝大家早安》的旋律是一样的。
《祝大家早安》最早于1893年发表在为幼儿园使用的《歌曲故事》（Song Stories）一书中（1896年出版了修订本）。它记载着帕蒂·希尔作词，米尔德丽德·希尔作曲。
根据美国法律，《祝大家早安》的词曲都没有版权。
后来，《祝你生日快乐》的歌词和希尔姐妹发表的旋律合在了一起，出现在了舞台表演中。百老汇的音乐剧The Band Wagon于1931年使用了《祝你生日快乐》。那时候，《祝你生日快乐》的歌词还没有版权。许多文章常常错误地记载了这引发的诉讼，但是正相反，这桩诉讼最后被放弃了，这桩事件没有任何结果。
结果，桑米公司在1935年为《祝你生日快乐》登记了版权，但这并不影响今天《祝大家早安》属于公共领域的状态。
（根据公有领域创作的作品以及关于类似音乐作品的案例）先例似乎表明，把《祝大家早安》的首音符拆成两个，并不能得到更多的法律保护。
有一个理论认为，由于《祝你生日快乐》这一衍生作品没有得到希尔姐妹的授权，并且在发表的时候没有根据1909年的美国版权法进行版权宣告，因此1935年的版权登记是无效的。
1990年，桑米公司被华纳唱片以1500万美元收购，其中《祝你生日快乐》的价值被估作500万美元。一般估計，華納音樂每年可以從「生日快樂歌」收取約200萬美元的使用費。
2013年，Jennifer Nelson以其製作公司「GOOD MORNING TO YOU PRODUCTIONS CORP」向紐約南區聯邦法院提起了針對Warner Chappell Music的版權集體訴訟，一周後加利福尼亞中央區聯邦法院發生類似案件，Rupa & the April Fishes針對Warner Chappell Music發起相同版權訴訟，兩案最終併案審理。
一家早安歌發行集團因為要製作一部紀錄片，還得付華納音樂1500美元的版權費，因此向法院提起訴訟。
2015年9月22日，洛杉磯聯邦法院判定：桑米公司從來就沒有擁有「生日快樂歌」歌詞的版權，華納音樂也沒有。也就是說，「生日快樂歌」應為免費歌曲。原告與被告於2016年6月27日達成和解，華納公司償還賠錢。

## 公开演出
《祝你生日快乐》的一次最著名的演出，是玛丽莲·梦露于1962年5月为美国总统约翰·F·肯尼迪演唱的。阿波罗9号飞船的成员于1969年3月8日也演唱了这首歌，或许这可以被认为是第一首在太空演唱的歌曲。
许多餐馆在为顾客上蛋糕的时候，演奏他们自己创作的歌曲，而不是《祝你生日快乐》。这些歌曲创作的目的是为了避开《祝你生日快乐》的版权问题。
BBC的学龄前儿童频道也用不同于《祝你生日快乐》的歌曲来祝贺小观众们的生日（Youtube有提供2006年此等歌曲的影片）。

### 香港「雨傘革命」期間的另類用途
2014年香港雨傘革命期間，示威者佔領旺角道路，期間常有持不同意見人士上前爭論，或釀成爭執；曾經有人嘗試以擴音器調解，但意外播放出擴音器預設的生日歌，此後成為習慣，當雙方政見不同爭拗相持不下、形勢緊張時，便有人以「唱生日歌」形式緩和氣氛，停止爭拗。